# Herbert Paatz

Herbert Fiebrandt Paatz (1928)

Herbert Paatz (* 2. Juni 1899 in Berlin als Herbert Hans Guido Fiebrandt; † November 1944 in Prag) war ein deutscher Journalist und Kinderbuchautor.

## Leben
Paatz wurde als Sohn des Klavierarbeiters Johann Gottlieb Fiebrandt und der Mathilde Susanne Marie geb. Krey in der elterlichen Wohnung in der Marienburger Straße 33 in der Königsstadt geboren. Der Schauspieler Hans Fiebrandt war sein Bruder.
Der gelernte Buchbinder verweigerte 1917 den Wehrdienst im Ersten Weltkrieg und wurde bis Kriegsende inhaftiert. In der anschließenden Revolution 1918 engagierte er sich als Mitglied eines  Arbeiter- und Soldatenrats und der KPD. Schon während seiner Ausbildung als Sozialhelfer Anfang der 1920er Jahre in Berlin war er engagierter Kommunist und jüngster KPD-Abgeordneter in einem Berliner Bezirksparlament. In der Abendschule machte er sein Abitur nach und studierte an der Humboldt-Universität in Berlin Zoologie.
Bis Ende der 1930er Jahre schrieb er als freier Journalist zahlreiche wissenschaftliche Artikel, bis er mit Kinderbüchern, die in mehrere Sprachen (französisch, niederländisch) übersetzt wurden, großen Erfolg hatte. Er benutzte das Pseudonym Paatz, um der Zensur der Naziherrschaft zu entgehen. In der Dr.-Kleinermacher-Reihe, erschienen im Ullstein Verlag, beschreibt er einen Wissenschaftler, der zwei wissbegierige Nachbarskinder (Dieter und Traute) mit Hilfe eines Schrumpfungsmittels durch die heimische Tier- und Pflanzenwelt führt.
Die Dr.-Kleinermacher-Reihe (3 Bände):
- Dr. Kleinermacher führt Dieter in die Welt
- Dr. Kleinermachers Erlebnisse zwischen Keller und Dach
- Abenteuer in Dr. Kleinermachers Garten

Seinem Schaffen wurde ein jähes Ende bereitet, als er Ende 1944 zur Wehrmacht eingezogen wurde und wenige Wochen später fiel. Er war seit 1921 mit der fünf Jahre älteren Kontoristin Elisabeth Zoberbier verheiratet gewesen. Mit ihr hatte er zwei Söhne: Werner (1929–1929) und Dieter (* 1930).
Sein Schaffen geriet weitgehend in Vergessenheit, bis es Mitte der 1980er Jahre neu aufgelegt wurde.